# Synedoida sabulosa
Synedoida sabulosa är en fjärilsart som beskrevs av Edwards 1881. Synedoida sabulosa ingår i släktet Synedoida och familjen nattflyn. Inga underarter finns listade i Catalogue of Life.